# Ptarmigan Lake
Ptarmigan Lake är en sjö i Kanada.   Den ligger i Cochrane District och provinsen Ontario, i den sydöstra delen av landet, 800 km nordväst om huvudstaden Ottawa. Ptarmigan Lake ligger 226 meter över havet.
I omgivningarna runt Ptarmigan Lake växer i huvudsak blandskog. Trakten runt Ptarmigan Lake är nära nog obefolkad, med mindre än två invånare per kvadratkilometer.